# Кара-Джыгач (Ошская область)
Кара-Джыгач (кирг. Кара-Жыгач) — село в Кара-Кульджинском районе Ошской области Кыргызстана. Входит в состав Карагузского айылного аймака.

## География
Село расположено в северо-восточной части области, на расстоянии приблизительно 13 километров (по прямой) к юго-юго-западу от села Кара-Кульджа, административного центра района. Абсолютная высота — 1861 метр над уровнем моря.

## Население
Согласно оценочным данным Национального статистического комитета Кыргызской Республики, численность населения села на начало 2023 года составляла 1361 человек.
| год     | 2009 | 2014 | 2015 | 2020 | 2021 | 2023 |
| ------- | ---- | ---- | ---- | ---- | ---- | ---- |
| человек | 1264 | 1292 | 1306 | 1317 | 1326 | 1361 |